# Diego Ares
Diego Ares (* 29. September 1986 in Santos) ist ein brasilianischer Straßenradrennfahrer, der wegen Doping für zwei Jahre gesperrt wurde.

## Leben
Diego Ares gewann 2011 bei der Tour do Brasil Volta Ciclística de São Paulo-Internacional für die Mannschaft GRCE Memorial/Pref Santos/Giant fahrend die siebte Etappe nach Campos do Jordão. Durch den Sieg bei der einzigen Bergetappe wurde er Vierter in der Gesamtwertung und konnte die Bergwertung für sich entscheiden. In der Saison 2012 wurde er Erster bei der Volta Cidade Morena. 
Im Jahr 2013 fuhr Ares für das österreichische Continental Team Vorarlberg, konnte aber keine vorderen Platzierungen in internationalen Rennen erzielen. Er wechselte 2014 zur brasilianischen Mannschaft Memorial-Prefeitura de Santos. Er wurde bei der Volta do Rio Grande do Sul, die er als Neunter beendete, im April 2014 positiv auf das den Fettstoffwechsel beeinflussende Dopingmittel GW501516 getestet und für zwei Jahre bis zum 11. April 2016 gesperrt.

## Erfolge
2011
- eine Etappe Tour do Brasil Volta Ciclística de São Paulo-Internacional

## Teams
- 2013 Team Vorarlberg
- 2014 Memorial-Prefeitura de Santos (bis 25. Juli)